# Agave papyrocarpa
Agave papyrocarpa ist eine Pflanzenart aus der Gattung der Agaven (Agave).

## Beschreibung

### Vegetative Merkmale
Agave papyrocarpa wächst mit einzelnen Rosetten. Ihre anfangs leicht glauken und ziemlich matten, länglichen bis verlängert verkehrt lanzettlichen, allmählich zugespitzten Laubblätter sind etwas konkav und im oberen Teil gelegentlich etwas der Länge nach gefaltet. Die Blattspreite ist 75 bis 125 Zentimeter lang und 15 Zentimeter breit. Der Blattrand ist fast gerade oder bei Jungpflanzen konkav. An ihm befinden sich 1 bis 4 Millimeter lange Randzähne, die 10 bis 25 Millimeter voneinander entfernt stehen. Die dreieckigen, geraden oder unterschiedlich und ungleich in der Regel abwärts gebogenen Randzähne besitzen eine kaum oder leicht erweiterte Basis. Manchmal sind ein oder wenige winzige Zwischenzähne vorhanden. Der braune, glatte oder im unteren Teil leicht körnige und zu seiner Spitze hin etwas polierte Enddorn ist in der Regel etwas gebogen und gelegentlich etwas konisch-pfriemlich. Unterhalb der Mitte ist er schmal gefurcht. Der Enddorn ist 8 bis 15 Millimeter lang und nicht herablaufend.

### Blütenstände und Blüten
Der „rispige“ Blütenstand erreicht eine Länge von 4 Meter. Die wenigen, sehr lockeren Teilblütenstände befinden sich auf schlanken, auswärts gebogenen Ästen in der oberen Hälfte des Blütenstandes. Die Blüten sind etwa 40 Millimeter lang. Die Zipfel sind 15 Millimeter lang. Ihre Perigonblätter sind hellgelb. Die konische Blütenröhre weist eine Länge von 4 Millimeter auf. Der spindelförmige Fruchtknoten ist 20 Millimeter lang.

### Früchte
Die kugelförmig-länglichen, dünnwandigen Früchte sind 2 bis 2,5 Zentimeter lang und 1,5 bis 2 Zentimeter breit. Sie sind nicht gestielt und nur wenig geschnäbelt.

## Systematik und Verbreitung
Agave papyrocarpa ist auf der zu Kuba gehörenden Insel Isla de Pinos verbreitet.
Die Erstbeschreibung durch William Trelease wurde 1913 veröffentlicht. Es werden folgende Unterarten unterschieden:
- Agave papyrocarpa subsp. papyrocarpa
- Agave papyrocarpa subsp. macrocarpa A.Álvarez

Die Erstbeschreibung von Agave papyrocarpa subsp. macrocarpa erfolgte 1985 durch Alberto Álvarez de Zayas. Die Unterart unterscheidet sich von Agave papyrocarpa subsp. papyrocarpa durch die weniger kompakten Teilblütenstände und größere Früchte.

## Nachweise